# Make Way for Love
Make Way for Love is het tweede soloalbum van de Nieuw-Zeelandse zanger, gitarist en liedjesschrijver Marlon Williams. 

## Achtergrond
Marlon Williams maakt al muziek vanaf zijn jeugd en is opgegroeid met muziek van onder meer The Beatles, Elvis Presley, Echo & the Bunnymen en Mozart. Vanaf zijn tienerjaren heeft hij deel uitgemaakt van diverse bands, waarmee hij een aantal albums heeft opgenomen. 
In 2016 heeft hij zijn eerste (gelijknamige) soloalbum opgenomen, twee jaar later gevolgd door Make Way for Love. Dit tweede album is wat donkerder van stemming en gaat vooral over het einde van zijn relatie met zangeres Aldous Harding. De muziek op dit albums is vooral geïnspireerd door country en folk en doet denken aan artiesten als Roy Orbison, Jeff Buckley en Chris Isaak.
Op dit album staan vooral ingetogen, melancholieke liedjes en enkele up-tempo nummers. Williams zingt het nummer Nobody gets what they want anymore samen met zijn ex-geliefde Aldous Harding. De nummers Party boy en Love is a terrible thing zijn geschreven door Delaney Davidson, met wie hij eerder drie albums heeft opgenomen. 

## Tracklist
1. Come to me (3:15)
2. What's chasing you? (2:41)
3. Beautiful dress (3:31)
4. Party boy (2:33)
5. Can I call you (3:48)
6. Love is a terrible thing (3:12)
7. I know a jeweller (2:36)
8. I didn't make a plan (4:01)
9. The fire of love (4:31)
10. Nobody gets what they want anymore (4:59)
11. Make way for love (3:56)

## Muzikanten
Marlon Williams wordt begeleid door zijn band The Yarra Benders, die bestaat uit:
- Dave Klan (viool, gitaar en mandoline)
- Ben Wooley (bas)
- Gus Agars (drums en mandoline).

## Productie
Dit album is opgenomen in de Panoramic Studios in Stinton Beach (Californië) en geproduceerd door Noah Georgeson. Geluidstechnicus was Samur Khouja en het album is gemasterd door Philip Shaw Bova. Het album is uitgebracht door Dead Ocean Records in de Verenigde Staten en door Caroline Records in Australië en Nieuw-Zeeland.

## Waardering
De Amerikaanse website AllMusic waardeerde dit album met vier sterren (het maximaal aantal is vijf).
In de volgende landen bereikte dit album de hitlijsten:
| land                | piek |
| ------------------- | ---- |
| Nieuw-Zeeland       | 1    |
| Australië           | 8    |
| Nederland           | 60   |
| Frankrijk           | 137  |
| België (Vlaanderen) | 149  |